# Psyttalia ovaliops
Psyttalia ovaliops är en stekelart som först beskrevs av Fischer 1980.  Psyttalia ovaliops ingår i släktet Psyttalia och familjen bracksteklar. Inga underarter finns listade i Catalogue of Life.